# 內爾峰 (格拉魯斯山)
46°46′08.2″N 8°56′52.8″E / 46.768944°N 8.948000°E
內爾峰（Piz Ner），是瑞士的山峰，位於該國東南部，由格勞賓登州負責管轄，屬於格拉魯斯山的一部分，處於烏爾勞恩峰以南，海拔高度2,859米，每年平均降雨量2,385毫米。